# Charles Nègre

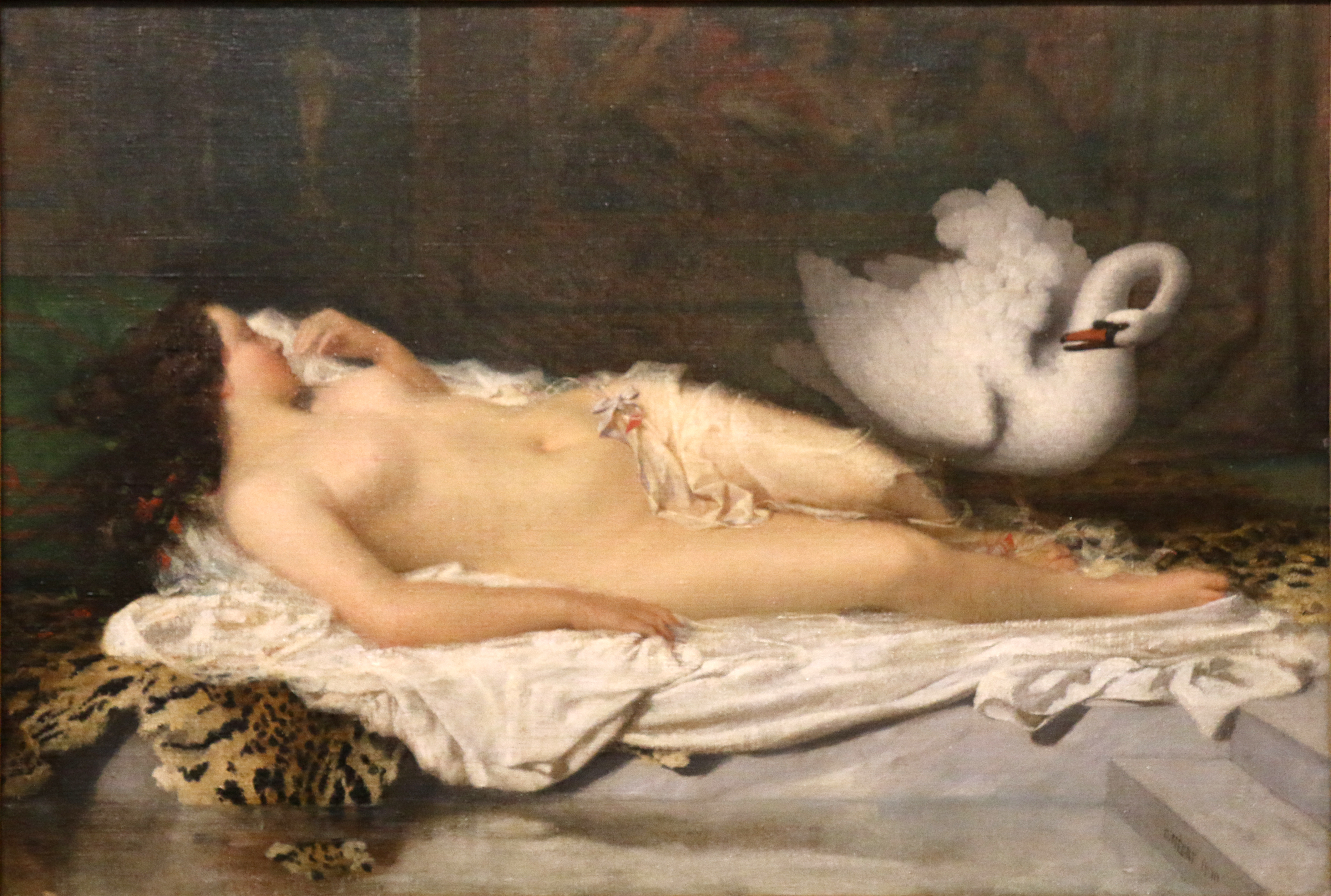
Leda z łabedziem

Charles Nègre (ur. 9 maja 1820 w Grasse, zm. 16 stycznia 1880 tamże) – francuski malarz i pionier fotografii.
W wieku 19 lat przybył do Paryża z zamiarem kształcenia się na artystę. Studiował malarstwo u Paula Delaroche’a, Jeana Ingres’a i Michela Martina Drollinga. Delaroche zachęcił go do korzystania z fotografii jako techniki wspomagającej malarstwo. Początkowo wykonywał dagerotypy, później zajął się kalotypią i heliografią. Swoje prace publikował w albumach, nigdy jednak nie zrezygnował z malowania. Pod koniec życia przeniósł się do Nicei, gdzie malował pejzaże i portrety wypoczywających tam decydentów. Zmarł zapomniany w 1880.
Nègre znany jest głównie z fotografii architektury Paryża i Chartres oraz krajobrazów południowej Francji. Wykonywał również zdjęcia zabytków i dzieł sztuki. Portretował spotkanych na ulicy żebraków, biedaków; dokumentował życie miejskie np. na targowiskach. Dzięki fotografiom wykonanym przed 1850 rokiem uważany jest za prekursora francuskiej fotografii. Swój stosunek do malarstwa i fotografii opisał we wstępie do niewydanego albumu w 1854, stwierdzając: sztuka jest poetycką interpretacją natury, natomiast fotografia jest dokładnym jej oddaniem.